# 노박래
노박래(盧博來, 1949년 10월 30일~)는 대한민국의 정치인이다. 제45~46대 충청남도 서천군수이다.

## 경력
- 1977.01 서천군 화양면(7급 공채)
- 1978.03 서천군 재무과
- 1981.05 서천군 내무과 통계계장
- 1983.10 서천군 새마을과 새마을계장
- 1986.01 홍성군 광천읍 부읍장
- 1987.05 ~ 1993.12 충청남도 서천군청 기획실장
- 1994.01 ~ 2003.01 충청남도 서천군청 기획감사실장
- 2003.01 ~ 2003.06 충남발전연구원
- 2004.01 ~ 2004.12 충청남도청 기업지원과장
- 2005.01 ~ 2005.10 충청남도청 공보관
- 2009.03 ~ 2010.03 민주평화통일자문회의 서천군협의회장
- 2012.08 새누리당 충남도당 부위원장
- 2014.07 ~ 2022.06 제45~46대 민선 6~7기 충청남도 서천군수(재선, 미래통합당)
- 2017.02 ~ 2020.09 미래통합당 전국위원

## 역대 선거 결과
|  | 25.74% |

|  | 21.26% |

|  | 55.02% |

|  | 37.06% |